# Albany (Wyoming)
Albany is een plaats (census-designated place) in de Amerikaanse staat Wyoming, en valt bestuurlijk gezien onder Albany County.

## Demografie
Bij de volkstelling in 2000 werd het aantal inwoners vastgesteld op 80.

## Geografie
Volgens het United States Census Bureau beslaat de plaats een oppervlakte van
53,5 km², waarvan 52,9 km² land en 0,6 km² water. Albany ligt op ongeveer 2.538 m boven zeeniveau.

## Plaatsen in de nabije omgeving
De onderstaande figuur toont nabijgelegen plaatsen in een straal van 64 km rond Albany.